# ناتاليا روساكوفا
ناتاليا ميخايلوفنا كريسوفا-روسكوفا (بالروسية: Наталья Михайловна Кресова) هي عداءة مسافات قصيرة روسية ولدت في يوم 12 ديسمبر 1979 في مدينة سانت بطرسبرغ. أبرز إنجازاتها هو فوزها بالميدالية البرونزية في بطولة أوروبا لألعاب القوى 2006.